# Спенсер, Эндрю
Э́ндрю Спе́нсер (Andrew Spencer) — разработчик компьютерных игр с начала 1980-x до конца 1990-х годов из Великобритании. Разрабатывал игры в основном для ПК. В первую очередь известен как разработчик серии приключенческих игр Ecstatica, включающей Ecstatica и Ecstatica II.
Эндрю имел успешную академическую карьеру перед тем как начать разрабатывать игры. Он изучал математику, биологию и информатику в равной степени. Затем он начал писать игры для Commodore PET, но ни одна игра так и не была опубликована, предположительно из-за успеха Commodore VIC-20 что делало распространение игр для Commodore PET бессмысленным. В конце концов он начал разрабатывать игры для Commodore 64 которые включали в себя спортивные симуляторы International Basketball, Epyx Street Sports Basketball и наиболее известный и успешный для своего времени International Soccer.
В процессе работы над этими проектами у него появились наработки по движку для 3D-игр. Этот движок использовал для визуализации редкую до сих пор эллипсоидную графику, вместо привычной сегодня полигональной.

## Ecstatica
В начале 1990-х годов Эндрю основал собственную компанию Andrew Spencer Studio. Первый проект с применением нового движка — Ecstatica — быстро нашёл издателя в лице Psygnosis. С выходом этой игры молодая компания, основателем которой был Эндрю Спенсер, стала известна на весь мир. После Ecstatica компания долгое время занималась так и не выпущенной игрой Urban Decay, которая в силу технических проблем была принесена в жертву продолжению Ecstatica. Позже, в 1997 году компания выпустила менее успешное, из-за нескольких шероховатостей (в основном из-за надоедающих респаунищихся монстров), продолжение — Ecstatica II.

## Закрытие студии и дальнейшая карьера
Считалось, что после выпуска Ecstatica II и закрытия своей компании Эндрю Спенсер покинул бизнес разработки компьютерных игр. Тем не менее в 2004 году он участвовал в разработке ещё одной игры Dora the Explorer: Fairytale Adventure. Предположительно, на данный момент он живёт в Великобритании и работает в Dynamics Research Group сотрудником IT-поддержки.